# Svatý Ubald
Svatý Ubald z Gubbia (též Ubald Baldassini) (* 1080–1085 v Gubbiu; † 16. května 1160) byl biskupem ve městě Gubbio v Umbrii ve střední Itálii.

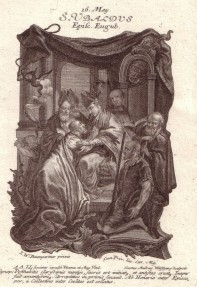
Svatý Ubald z Gubbia

Narodil se ve vznešené rodině v Gubbii, jeho rodiče však brzy zemřeli, proto vyrůstal v klášteře. Roku 1140 byl vysvěcen na kněze a své dědictví rozdělil chudým. Pravděpodobně léta Páně 1129 byl papežem Honoriem II. jmenován biskupem v Gubbii, poté co již dříve odmítl své jmenování biskupem perugijským.
Papež Celestýn III. Ubalda svatořečil 5. března 1192.
Dnes se v Gubbii pravidelně pořádá slavnost ke cti svatého Ubalda, takzvaná Corsa dei Ceri – tento zvyk se udržuje již více než 700 let, jde vlastně o závod v přenášení těžkých klád, tzv. ceri, z náměstí do baziliky, vystavěné na vysokém kopci. Do konečného boje o vítězství postupují tři družstva. Ceri představují svaté a každý rok závod vyhraje kláda, jež představuje svatého Ubalda.
Svatý Ubald bývá zobrazován v biskupském rouchu, s čertem prchajícím před ním. Je patronem dětí, patronem na ochranu proti nervovým chorobám a posedlosti.
Jeho svátek se slaví 16. května.